# 微軟模擬飛行系列
微軟模擬飛行簡稱mfs，是一系列能在微軟視窗作業系統運行的飛行模擬器。作為一個能在家中運行的飛行模擬器，這個遊戲滿足飛行員、準飛行員或以成為飛行員為理想的人。微软模拟飞行是微软公司的早期产品之一，这使它区别于其他以商业為对象的早年微软产品。事实上微软模拟飞行是目前该公司历史最悠久的项目，比Windows操作系统历史还要早3年。
微软于2019年E3电子娱乐展上宣布了新一代的《微软模拟飞行》，已于2020年8月18日在Xbox和PC上同时推出。

## 歷史

### 早期
开发飞行模拟器的计划始于1976年。当时，一位名叫Bruce Artwick的程序员在一组关于三维计算机图形程序的文章中提出了他的设想。当杂志编辑对他说订阅用户想要购买这个程序时，Bruce Artwick便开始着手开发，并在1977年成立了一家名为subLOGIC的公司。公司最初为包括Intel 8080、Altair 8800和IMSAI 8080在内的若干计算机平台销售飞行模拟器。1979年，subLOGIC公司在Apple II平台上发布了《模拟飞行1》。在1980年，subLOGIC发布了可以在TRS-80上运行的版本。1982年，他们将一个支持彩色图形适配器的IBM PC版本授权给微软，该版本被称为《微软模拟飞行》。它的不同寻常之处在于，它不是一个需要操作系统的应用程序，而是包含了自己的操作系统。只要打开了程序在运行，默认安装的操作系统就不会运行。在IBM PC兼容机还未100%普及的早期，《模拟飞行》和Lotus 1-2-3被用作新电脑的非官方兼容性测试软件。1983年，subLOGIC在Apple II上发行《模拟飞行II》，并在1984年移植到Commodore 64、MSX和Atari 800平台，最后于1986年移植到Amiga和雅达利ST平台上。与此同时，Bruce Artwick离开subLOGIC并设立了Bruce Artwick Organisation，在1988年开始跟进《微软模拟飞行3.0》及其后的版本。其在3.1版本中达到了商业上的成熟，且继续包含了3D建模和图形硬件加速的使用。
进入21世纪后，微软继续发行新的版本，使其拥有更多的机型和地景。《2000》和《2002》版本有“标准”版和“专业”版，后者包括更多的飞机、地景和功能。而《2004》版本(9.0版)为庆祝人类实现动力飞行100周年的纪念版，只有一个版本。2006年发布的《模拟飞行X》重新分为“标准”和“豪华”两个版本。
现在模拟飞行的飞行区域包括整个地球及超过24000个机场。主要地标和热门城市的地景越来越丰富。尽管许多网站都提供了地景插件来弥补，但在飞行中随着城市的远离，地景细节会变得更为稀少，尤其是在美国以外的地方。
从《2000》版开始，微软模拟飞行包含了复杂的天气模拟，以及下载真实世界天气数据的功能。新版本的附加功能还包括具有交互式空中交通控制功能的空中交通环境、包括有着多年历史的道格拉斯DC-3和现代化的波音777在内的飞机模型、交互式课程、挑战和飞机检查单。

#### 微软模拟飞行X
《微软模拟飞行X》（简称FSX）是微软模拟飞行在《微軟模擬飛行2020》之前的版本。其对游戏引擎进行了升级并兼容DirectX 10预览和Windows Vista。该作最早于2006年10月17日在北美发行。游戏分为两个版本，都装载在DVD上。“豪华版”在三种飞机的驾驶舱中安装了的Garmin G1000集成飞行仪表系统并包含额外的飞机和任务、多人模式下的塔台管制、更为丰富的地景和一个软件开发工具包(SDK)。
另外，微软还发布了《模拟飞行X》演示版，其中包含三架飞机、两个机场和两个任务，兼容Windows XP SP2和Windows Vista。

### 解散Aces Game Studio
2009年1月22日，有报道称开发团队受到微软持续裁员的严重影响，有迹象表明微软的整个模拟团队已经被解散。随后微软于2009年1月26日在FSInsider官方网站上正式宣布关闭Aces Studio并表示：“做出这一艰难决定是为了让微软的资源与我们的战略重点保持一致。微软模拟飞行X将继续在零售商店和网络零售商中销售，飞行模拟社区可继续相互交流学习，我们将继续致力于模拟飞行的经营。”
根据ace前雇员Phil Taylor的说法，关闭不是由于FSX的销售业绩，而是由于管理问题和项目交付的延迟，以及对员工需求的增加。主流媒体和游戏媒体猜测，未来的版本可能会以互联网或微软Xbox平台的形式发布。
2009年10月，有2名ace Studio的前成员成立了一个名为Cascade game Foundry的新游戏工作室，开始开发模拟游戏。
在微軟停止对模擬飛行的開發後，洛克希德马丁和Dovetail Games相继购买了微軟模擬飛行的版权和源代码继续进行开发。微軟遊戲工作室也於2012年推出了一個新遊戲——《微軟飛行》，但該遊戲在2012年7月25日停止了開發。

### 洛克希德马丁Prepar3D
2009年，洛克希德马丁宣布，他们已经在和微软商议购买Microsoft ESP（企业模拟平台）产品包括源代码在内的的知识产权。 Microsoft ESP即是《微软模拟飞行X SP2》的商用版本。2010年5月17日，基于ESP源代码的新产品将被称为「Lockheed Martin Prepar3D」。洛克希德聘请了原来ACES Studio团队的成员继续开发该产品。版本1.1已于2011年4月发布，价为499美元。开发人员许可证也可以每月9.95美元的费用购得。2012年3月，随着1.3版本的发布，洛克希德马丁对价格进行了调整。调整后专业版售价为199美元，教学版售价为59.95美元。

### 微软飞行
微软在2012年2月发布了一款新的模拟器，旨在吸引新玩家接触飞行类游戏。虽然它声称对没有经验的用户来说游玩起来更简单，但它与微软模拟飞行系列不兼容，并且不允许使用现有的飞行模拟器插件（包括飞机和地景）。2012年7月26日，微软取消了对微软飞行的进一步开发。

### 关闭Xbox Games商店
2013年8月，微软宣布将于2013年8月22日关闭Xbox Games商店并将所有商品下架。以前购买的商品仍然能继续使用，但不能再通过商店购买新物品。这意味着模拟飞行软件仍可下载，但内购项目将无法购买。

### Dovetail Games

#### 微软模拟飞行X：Steam版
2014年7月9日，Dovetail Games宣布微软授予了他们开发该系列的下一款飞行模拟器的权利。Dovetail Games还宣布将于2014年末在Steam上发行《模拟飞行X: 黄金版》，并将其重新命名为《微软模拟飞行X：Steam版》。《微软模拟飞行X：Steam版》于2014年12月18日发布。它包含了《FSX：黄金版》中的所有内容，包括《FSX: 豪华版》、加速度扩展包以及官方服务包。Steam版对多人模式支持进行了全面改进，使其能够通过Steam进行多人游戏而不是已经关闭的GameSpy，亦提高了在Windows 7和Windows 8系统中运行时的的稳定性。使用VS2013进行的重新编译使其性能有了小幅度改善。
此外，Dovetail Games还与现有开发者和发行商合作，以DLC的形式在Steam上发布新内容。目前，《FSX：Steam版》中有超过100个插件可以在Steam store上购买，主要的插件公司包括Aerosoft、Captain Sim、Orbx、Real Environment Xtreme (REX)、Carenado、Virtavia等。

#### Flight Sim World
2017年5月，Dovetail Games发布了基于微软模拟飞行进行制作的《Flight Sim World》。然而仅一年后，即2018年4月23日，Dovetail宣布停止开发《Flight Sim World》，并于2018年5月15日下架。

### 重生
2019年6月10日，微软在2019年E3电子娱乐展上宣布了下一代《微软模拟飞行》，同时上线了新主页和内测项目，将于2020年在Xbox和PC平台推出，适用于Xbox Game Pass。这是微软在《微软模拟飞行X》后时隔13年再次推出这一系列的主要版本。微软公司在2020年8月18日发售《微软模拟飞行2020》。

## 遊戲特色

微软模拟飞行X游戏画面

- 模擬飛行1：遊戲的第一代，飛機由簡單儀器組成，內設一條跑道
- 模擬飛行2：增加了飛行儀器，改善了遊戲環境
- 模擬飛行1.0：微軟模擬飛行的第一代，內設一架飛機及一個機場
- 模擬飛行2.0：增加飛機里尔25型，以供玩家選擇
- 模擬飛行3.0：飛機增至四款，圖像改善
- 模擬飛行4.0：在3.0推出後一年又推出4.0，增加了建築物和道路，同時玩家可自行製作飛機
- 模擬飛行5.0：3D世界，增加了建築物
- 模擬飛行5.1：增加了天氣特效
- 模擬飛行95：增加了建築物，飛機，改良遊戲圖像
- 模擬飛行98：改良遊戲圖像，增設大量飛機場

- 模擬飛行2000：增加了GPS功能
- 模擬飛行2002：微軟運用最新的Autogen功能加設在遊戲中，同時大量改善了遊戲質素，增加飛機，機場等，還首度增加塔台功能及人工智慧飛機（AI Traffic）
- 模擬飛行2004：為紀念萊特兄弟發明飛機100年而衍生的版本，主要增加了天氣變化功能及真實世界天氣模式，內建100個歷史飛行紀錄，和大量增加了歷史飛機
- 模擬飛行X：大幅度改善了遊戲圖象質素，首度增加CRJ和A321民航機，在豪華版加設大量小型飛機，內設超過24個任務，和超過30個高精細度機場和城市，然而需求極高的電腦性能成為其不足之處。支援Windows XP、Windows Vista、Windows 7及Windows 10（Windows 7及Windows 10建议打开兼容XP模式）[21]
- Prepar3D：Prepar3D（通常簡稱為P3D）模擬飛行是由洛克希德·馬丁公司向微軟公司購買微軟模擬飛行X版本源代碼進行後續開發的商業版本平台,是面向專業領域的實時三維仿真引擎,和微軟模擬飛行X相比，P3D支持電腦多核心CPU和多GPU，能充分發揮高配置電腦的硬件優勢。
- 微軟模擬飛行（俗稱《微軟模擬飛行2020》）：是由微軟在2019年E3電子娛樂展中推出即將在 2020 年的新一代《Microsoft Flight Simulator》遊戲，特別導入微軟雲端運算技術Microsoft Azure AI和衛星數據來打造出壯觀的景色，不僅是較為常見的山脈，就連更複雜的摩天大樓、海洋的景色看起來都非常的擬真，對飛行模擬來說最重要的飛機和直升機也是如此。

## 主要版本歷史
| 发行公司 | 名称                        | 版本[1]       | 平台                              | 发行日期[2]                                           |
| --- | --------------------------- | ------------- | --------------------------------- | ----------------------------------------------------- |
| SubLOGIC[3] | 模擬飛行 1                  | 第一代        | Apple II、TRS-80                  | 1980年1月（Apple II） 1980年3月（TRS-80）             |
| SubLOGIC[3] | 模擬飛行 II                 | 第二代        | Apple II、Commodore 64和Atari 800 | 1983年（Apple II） 1984年（Commodore 64 & Atari 800） |
| SubLOGIC[3] | 模擬飛行 II                 | 第三代        | Amiga、Atari ST和Macintosh        | 1986年                                                |
| 微软 | 微軟模擬飛行                | 1.00          | IBM PC、Apple Macintosh           | 1982年（IBM PC） 1986年（Apple Macintosh）            |
| 微软 | 微軟模擬飛行                | 2.10          | IBM PC                            | 1984年                                                |
| 微软 | 微軟模擬飛行                | 3.0           | MS DOS                            | 1988年中旬                                            |
| 微软 | 微軟模擬飛行                | 4.0           | MS DOS、Apple Macintosh           | 1989年年末（MS DOS） 1991年（Apple Macintosh）        |
| 微软 | 微軟模擬飛行                | 5.0           | MS DOS                            | 1993年年末                                            |
| 微软 | 微軟模擬飛行                | 5.1           | MS DOS                            | 1995年                                                |
| 微软 | 微軟模擬飛行                | -             | MS Windows、Xbox                  | 2020年8月18日                                         |
| 微软 | 微軟模擬飛行 95             | 6.0           | MS Windows                        | 1996年中旬                                            |
| 微软 | 微軟模擬飛行 98             | 6.1           | MS Windows                        | 1997年中旬                                            |
| 微软 | 微軟模擬飛行 2000           | 7.0           | MS Windows                        | 1999年年末                                            |
| 微软 | 微軟模擬飛行 2002           | 8.0           | MS Windows                        | 2001年10月                                            |
| 微软 | 微軟模擬飛行 2004: 飞行世纪 | 9.0           | MS Windows                        | 2003年7月29日                                         |
| 微软 | 微軟模擬飛行 X              | 10.0          | MS Windows                        | 2006年10月                                            |
| 微软 | 微軟飛行                    | -             | MS Windows                        | 2012年2月29日                                         |
| Dovetail Games | 微軟模擬飛行 X Steam版      | Steam Edition | MS Windows                        | 2014年                                                |
| Dovetail Games | Flight Sim World[4]         | 1.0           | MS Windows                        | 2017年                                                |
| 洛克希德马丁[5] | Prepar3D                    | V1            | MS Windows                        | 2010年11月                                            |
| 洛克希德马丁[5] | Prepar3D                    | V2            | MS Windows                        | 2013年11月                                            |
| 洛克希德马丁[5] | Prepar3D                    | V3            | MS Windows                        | 2015年9月                                             |
| 洛克希德马丁[5] | Prepar3D                    | V4            | MS Windows                        | 2017年5月                                             |
| 洛克希德马丁[5] | Prepar3D                    | V5            | MS Windows                        | 2020年4月                                             |
| 註釋 |                             |               |                                   |                                                       |
| 1 红色表示该版本已停售；绿色表示该版本即将发售；白色表示該版本現正發售中。 2 发行日期均為美國當地時間。 3 SubLOGIC发行的模拟飞行为微软模拟飞行系列的前身。 4 Dovetail Games发行的Flight Sim World属于微软模拟飞行的衍生产品。 5 洛克希德马丁发行的Prepar3D属于微软模拟飞行的衍生产品。 |                             |               |                                   |                                                       |

## 插件
由於遊戲中預設飛機较少，大部份玩家從網上下載或自行製作飛機地景和游戏功能來增加遊戲趣味性和真实性。以下為主要插件網站的資料：

#### 付費插件
- PMDG：是眾網站中把飛機設計得較具真實性的一個，其產品包括B1900、波音737-600/700/800/900、波音747-400/F、波音747-400LCF、波音747-8i/F、波音777-200/F和麥道MD-11/F（MD-11今已停止發行、亦不予研發P3D版本的更新，同時PMDG官方也在多次公開場合中表明了「永久絕版」的信號）[22]。
- Aerosoft：著名的模拟飞行插件公司，其开发的A320是微软模拟飞行平台中最真实的插件之一。
- Wilco/feelThere：其主要產品有Airbus系列機模(除了A300和A310還未開發之外)，Wilco也代理其他飛機出售[23]
- Flight1：Flight1設計了多種飛機，無論是螺旋槳飛機，還是先進的噴射機，你都能在Flight1上面找到。其中著名的有ATR72以及MD-80。除此之外，Flight1還會開發FS的插件
- Captain Sim：Captain Sim開發了波音727、波音757、波音767等著名機模。其中較為著名的機模有C-130大力神運輸機
- PSS:PSS的插件機有着各種问题（尤其是氣動方面）[24] ，但在PMDG747和Wilco的空巴系列出現前一直是最受歡迎的插件商之一，航電是它的主要特色。主要有Airbus系列、波音757以及龐巴迪Dash-8
- Commercial Level Simulations：主要產品有DC-10、波音747-200/747-300、A310、A300-600ST大白鯨、A330、A340等
- Level-D Simulations：唯一的產品为Level-D Simulations 767，是最為真實的767插件
- Abacus
- Simmer's Sky Overland:日本的一家插件網站，有日本、韓國機場地景及波音，空客和麦道全系列的飛機。
- iFly
- Quality Wings：主要产品有BAE-146、波音757和波音787。
- TFDi Design：主力產品為波音717、PACX客艙模擬、以及RealLight、TrueGlass等聲光、視覺技術。2020年5月上旬，宣布啟動麥道MD-11/F的研究與發行計畫。

#### 免費插件
- Project Open Sky：來自日本的免費機模開發組織，其機模特點在於氣動性好、機模精緻
- IFDG：負責飛機外型設計，供玩家免費下載[25]

### 人工智慧飛機
人工智慧飛機，俗稱AI機。由於在遊戲中原先只設有虛擬航空公司，使大部份玩家都從網上下載AI機，來增進真實感。人工智慧飛機原本是免費的，但後來有不少團體把它商業化及出售。
- Project AI：為免費提供AI機的網站，更新時間較長，但簡易的安裝功能適合新手使用。
- World Of AI：為免費提供AI機的網站，更新時間比Project AI快。
- Ultimate Traffic：由Flight1公司代理，对于電腦资源的占用相对较少但飞机相对比较粗糙。
- Adobe AI Traffic：目前最全面的AI插件之一，由韩国的一个小组制作，可以免费下载。
- Military AI Works：提供全球空軍AI插件。
- Sky AI

### 地景
由於遊戲中地形質素差，於是大量地景插件在網上出現，而當中不少高精細度的地形附加檔都需付费下载，但也有免费下载的地景，目前免费的地景档可在Simviation网站下载。
主要的付費地景的開發商有FlyTampa、Aerosoft、Overland、Skysoft 
Simulation、Orbx、Samscene3D以及Samsoft等。